# Lyndon Township (Illinois)
Lyndon Township está localizado dentro do condado de Whiteside, Illinois. A população era de 1.036 hab. no Censo 2000.